# Jessains
Jessains – miejscowość i gmina we Francji, w regionie Grand Est, w departamencie Aube.
Według danych na rok 1990 gminę zamieszkiwało 257 osób, a gęstość zaludnienia wynosiła 24 osób/km².

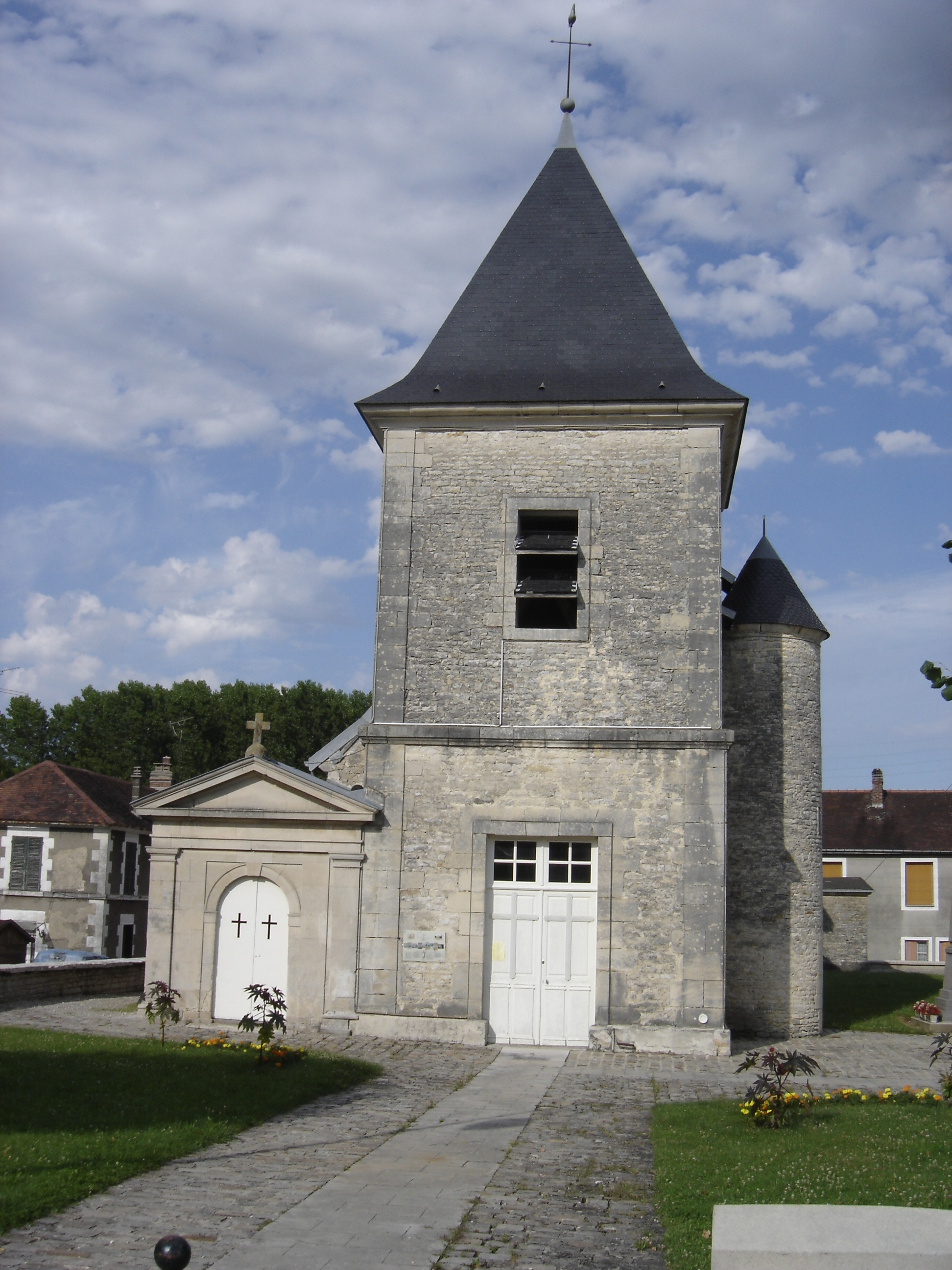
Kościół w Jessains, 2009